# Zotac
ZOTAC International Ltd. est un fabricant de matériel informatique établi à Hong Kong qui produit notamment des cartes graphiques à base de chipsets NVIDIA, des cartes mères de format Mini-ITX et Mini-DTX, des mini PC et nettops. La société fait partie du groupe PC Partner Ltd et emploie plus de 6 000 personnes au siège de la société de Hong Kong et dans 40 usines de montage en Chine.
La marque Zotac a été officiellement lancée par PC Partner le 2 avril 2007 lors du Cebit.

## Mini PC de la série ZOTAC MAG et ZBOX

Ancien logo.

Les séries ZBOX et MAG sont des mini PC nettops construits autour du Nvidia Ion. Ils sont vendus comme ordinateur complet (avec mémoire, disque dur et système d'exploitation installé) ou comme barebone,,,.

### ZOTAC MAG
La série MAG est la première série de nettops basée sur le Nvidia Ion. Le nettop dispose d'accessoires de fixation VESA FDMI pour le montage à l'arrière d'une télévision à écran plat,.

### ZOTAC ZBOX
Les ZOTAC ZBOX ID33 et ID34 sont destinés au marché HTPC, la version ID33 étant la version barebone, la version ID34 étant équipée d'un disque dur de 250 GB et de 2 GB de mémoire vive. Les deux modèles disposent d'un lecteur de disque Blu-ray. Aucun des modèles n'est livré avec un système d'exploitation ni une commande à distance,.
Les séries HD-ID1x et HD-ID4x ne disposent pas de lecteur Blu-Ray, ce qui permet un boitier compact de 188 mm x 44 mm x 188 mm.
Les processeurs de la série ZBOX sont des Intel Atom D510 et D525 ou AMD Fusion E350.